# Karl-Heinz Mohr (Fußballspieler)
Karl-Heinz Mohr (* 27. April 1928) war Fußballspieler in der DDR-Oberliga. In der höchsten Spielklasse des DDR-Fußballs spielte er für die BSG Empor Lauter, die BSG Wismut Aue und den SC Wismut Karl-Marx-Stadt. Mit Wismut Karl-Marx-Stadt gewann er 1957 und 1959 die Meisterschaft und 1955 den Pokal.

## Sportliche Laufbahn
Zu den Neulingen in der DDR-Oberliga-Saison 1952/53 gehörte die Mannschaft der BSG Empor aus dem westerzgebirgischen 8000 Einwohner zählenden Ort Lauter. Unter den Zugängen, mit denen die Mannschaft verstärkt werden sollte, war auch der 24-jährige Stürmer Karl-Heinz Mohr, der von der unterklassigen SG Geyer gekommen war. In der ersten Oberligasaison der Lauterer setzte Trainer Walter Fritzsch Mohr zunächst von Beginn an als Flügelstürmer ein, hauptsächlich auf der linken Seite. Nach 12 Spieltagen setzte Fritzsch wieder auf den bewährten Henry Schützer, sodass Mohr am Saisonende lediglich auf 15 Punktspieleinsätze gekommen war und nur zwei Tore erzielt hatte.
Zur Saison 1953/54 wechselte Mohr zum Oberligisten und Lokalrivalen Wismut Aue. Auch dort konnte er sich nicht als Stammspieler etablieren. Er gehörte zwar bis 1960 zum Auer Oberliga-Aufgebot, das ab 1954 als SC Wismut Karl-Marx-Stadt in Aue spielte, erreichte aber in keiner Saison mehr als neun Punktspieleinsätze. Zwischenzeitlich wurde er in der Rückrunde der Saison 1954/55 zur Geraer BSG Wismut ausgegliedert, für die Mohr in der zweitklassigen DDR-Liga spielen musste. Vom 19. bis 26. Spieltag bestritt er als Linksaußenstürmer alle neun Spiele und war einmal als Torschütze erfolgreich. Während er im Meisterschaftsjahr der Wismutmannschaft 1956 gar nicht zum Einsatz kam, hatte er 1958 mit neun Punktspielen die beste Quote. Im prozentualen Verhältnis war Mohr in der Übergangsrunde 1955, die zum Wechsel vom Sommer-Frühjahr-Spieljahr zum Kalenderjahr-Rhythmus mit nur 13 Spielen für jede Mannschaft durchgeführt wurde, mit acht Einsätzen am erfolgreichsten. Mit sechs bzw. vier Punktspielen war er 1957 und 1959 am Meisterschaftsgewinn beteiligt. Seine torreichste Spielzeit bestritt er in seiner letzten Oberligasaison 1960, als er in acht Oberligaspielen drei Tore erzielte. Am bemerkenswertesten verlief für Mohr die Saison 1954/55. Nachdem er in der gesamten Oberligaspielzeit lediglich ein Punktspiel bestritten und in den fünf Pokalspielen der Saison überhaupt nicht zum Einsatz gekommen war, durfte er im Endspiel, das der SC Wismut mit 3:2 nach Verlängerung gegen den SC Empor Rostock gewann, den nicht einsatzfähigen Linksaußenstürmer Heinz Satrapa ersetzen. Mit seiner Vorlage zu Armin Günther bereitete er den 3:2-Siegtreffer vor. Insgesamt wurde Mohr in seinen sieben Oberligaspielzeiten und der Übergangsrunde 1955 in 49 Pflichtspielen eingesetzt. Es waren 43 Meisterschaftsspiele, drei nationale und drei Europapokalspiele. In diesen Partien kam er auf sechs Tore. Daneben wurde Mohr mehrfach in den Spielen der Oberligareserve eingesetzt. In der Saison 1959 war er dort als Stürmer Stammspieler und bester Torschütze der Mannschaft.